# Paraeuchaeta malayensis
Paraeuchaeta malayensis är en kräftdjursart som beskrevs av Sewell 1929. Paraeuchaeta malayensis ingår i släktet Paraeuchaeta och familjen Euchaetidae. Inga underarter finns listade i Catalogue of Life.